# Elezioni europee del 1999 in Danimarca
Le elezioni europee del 1999 in Danimarca si sono tenute il 13 giugno.

## Risultati
| Liste  | Liste                          | Gruppo  | Voti      | %     | Seggi |
| ------ | ------------------------------ | ------- | --------- | ----- | ----- |
|        | Venstre                        | ELDR    | 460.834   | 23,39 | 5     |
|        | Socialdemocratici              | PSE     | 324.256   | 16,46 | 3     |
|        | Movimento di Giugno            | EDD     | 317.508   | 16,11 | 3     |
|        | Sinistra Radicale              | ELDR    | 180.089   | 9,14  | 1     |
|        | Partito Popolare Conservatore  | PPE-DE  | 166.884   | 8,47  | 1     |
|        | Movimento Popolare contro l'UE | EDD     | 143.709   | 7,29  | 1     |
|        | Partito Popolare Socialista    | GUE/NGL | 140.053   | 7,11  | 1     |
|        | Partito Popolare Danese        | UEN     | 114.865   | 5,83  | 1     |
|        | Democratici di Centro          | -       | 68.717    | 3,49  | -     |
|        | Partito Popolare Cristiano     | -       | 39.128    | 2,99  | -     |
|        | Partito del Progresso          | -       | 14.233    | 0,72  | -     |
| Totale | Totale                         | Totale  | 1.970.276 |       | 16    |